# Tadeusz Lehr-Spławiński

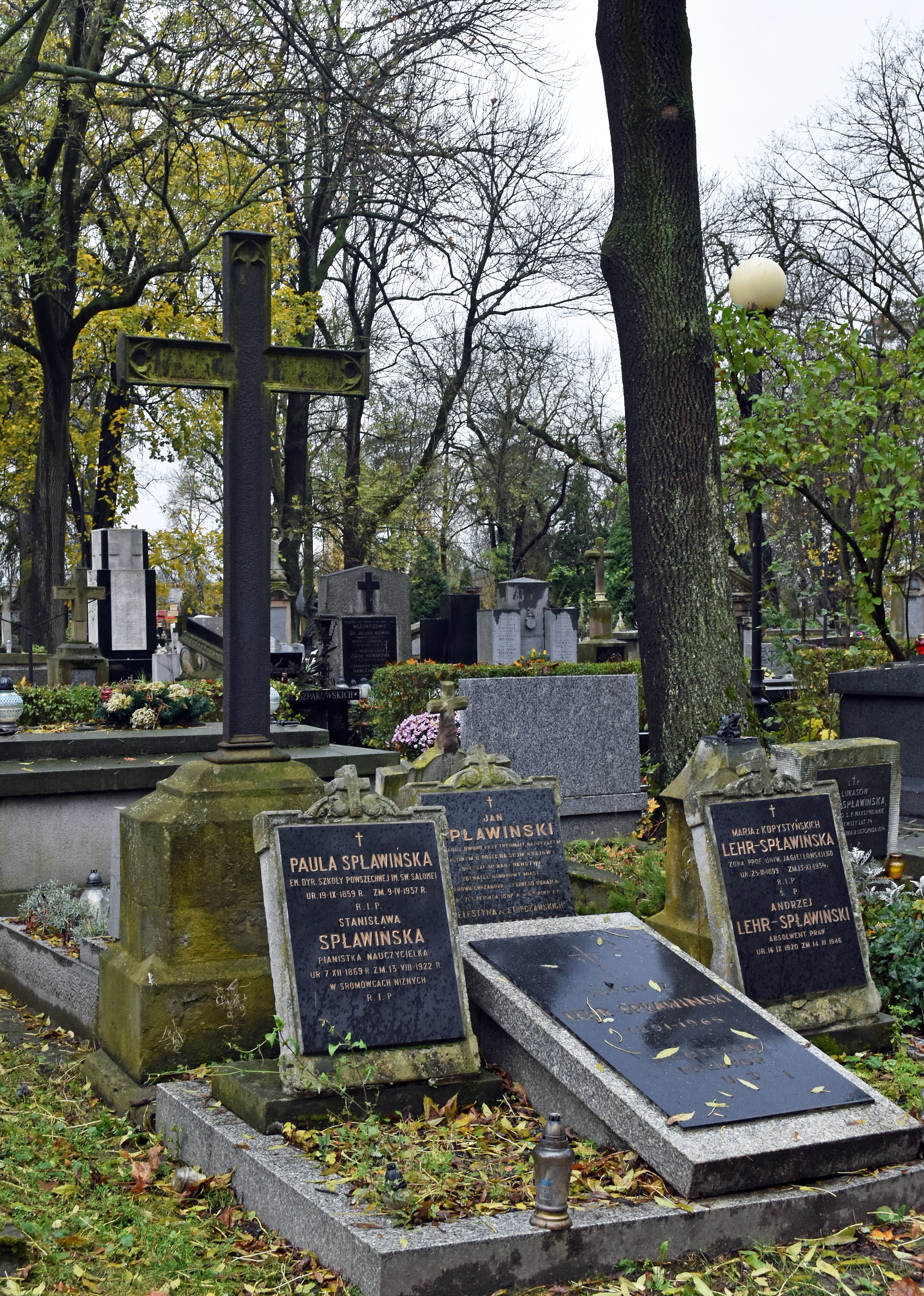
Grobowiec rodziny Spławińskich na cmentarzu Rakowickim

Tadeusz Lehr-Spławiński (ur. 20 września 1891 w Krakowie, zm. 17 lutego 1965 tamże) – polski językoznawca, slawista, profesor Uniwersytetu Jagiellońskiego i rektor tej uczelni w latach 1938–1939 i 1945–1946, wiceprezes Komisji Intelektualistów i Działaczy Katolickich.

## Życiorys
Urodził się 20 września 1891 w Krakowie, w rodzinie inżyniera Edwarda Lehra i Marii ze Spławińskich. Uczęszczał do krakowskiego Gimnazjum im. Króla Jana III Sobieskiego, w latach 1909–1915 odbywał studia z językoznawstwa, historii literatury polskiej i filologii klasycznej na UJ. Kontynuował studia w Wiedniu. W latach 1915–1918 nauczał języka polskiego w Zakopanem. W roku 1918 został docentem UJ. W roku 1922 mianowany profesorem zwyczajnym filologii słowiańskiej na Uniwersytecie Jana Kazimierza we Lwowie. 9 maja 1938 został wybrany rektorem Uniwersytetu Jagiellońskiego (9 maja 1939 wybrany na lata akademickie 1939/1940–1940/1941). Pełnił funkcję członka Rady Przybocznej Miasta Krakowa (1939). 6 listopada 1939 został aresztowany przez hitlerowców w ramach tzw. akcji „Sonderaktion Krakau”. Zwolniony w lutym 1940, brał udział w tajnym nauczaniu. W roku 1945, po zakończeniu działań wojennych w mieście, ponownie objął funkcję rektora UJ, którą pełnił do roku 1946. Prowadził Katedrę Filologii Słowiańskiej UJ (1945–1962).
Zajmował się gramatyką historyczną języków słowiańskich, historią słowiańszczyzny i etnografią, zaangażowany w prace Komitetu Słowiańskiego w Polsce. Twierdził, że praojczyzną Słowian są ziemie w dorzeczu Odry i Wisły (był zwolennikiem teorii autochtonicznego pochodzenia Słowian). Członek PAU, PAN (od 1952), Instytutu Słowiańskiego w Pradze, Towarzystwa Naukowego we Lwowie. Doktor honoris causa uniwersytetów w Pradze i Sofii.
Od 16 września 1919 był mężem Marii z Kopystyńskich (1889–1934).
Zmarł w Krakowie. Został pochowany na cmentarzu Rakowickim (pas 2-płn.-5).

## Ordery i odznaczenia
- Krzyż Oficerski Orderu Odrodzenia Polski (20 września 1951)[7]
- Krzyż Komandorski Orderu Świętego Sawy (Jugosławia)[5]
- Krzyż Komandorski Orderu Lwa Białego (Czechosłowacja[5], 1957)[8]

## Dzieła
Był encyklopedystą. Został wymieniony w gronie edytorów kilkutomowego słownika encyklopedycznego – Słownik starożytności słowiańskich wydanego w latach 60–90 XX w.  Napisał lub był współautorem ponad 400 prac naukowych, m.in.:
- O mowie Polaków w Galicji Wschodniej
- O pochodzeniu i praojczyźnie Słowian
- Kaszubi: kultura ludowa i język